# Бризура
Бризура је било која фигура која се у грбу или на застави поставља преко основне композиције тако да је делимично заклања и најчешће је знак да грб или застава припада лицу које своје право на тај грб или заставу заснива на праву неког другог титулара.